# 克雷杜克山塊
78°36′S 85°18′W / 78.600°S 85.300°W

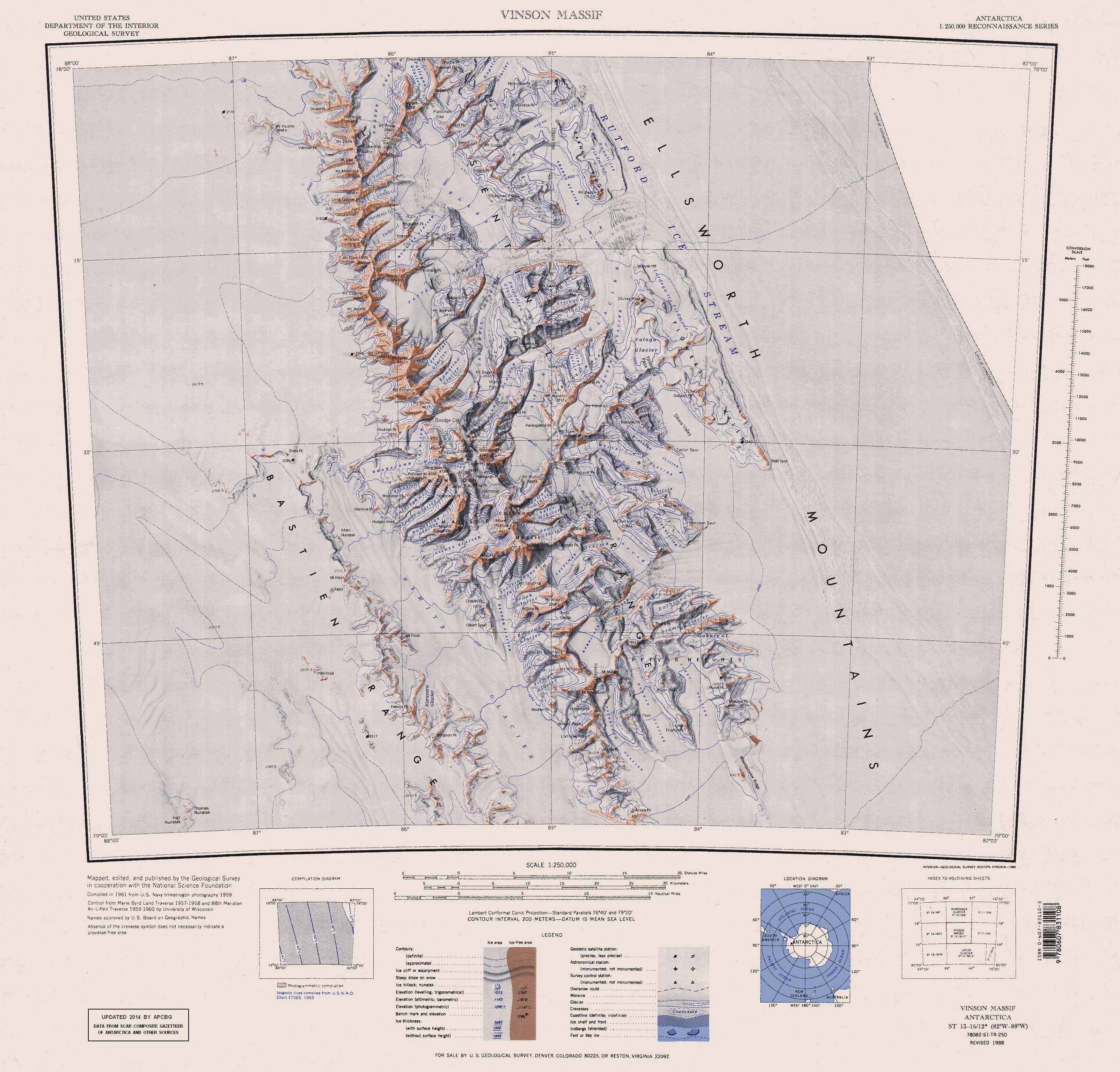

克雷杜克山塊是南極洲的山塊，位於瑪麗伯德地，處於文森山東南部，屬於森蒂納爾嶺的一部分，海拔高度4,477米，現時由南極條約體系管理。

## 外部連結
- Scientific Committee on Antarctic Research (SCAR)
- Composite Gazetteer of Antarctica（页面存档备份，存于）